# Eduarda Neves
Maria Eduarda Neves Dias (Oporto, 1963) es comisaria, autora e investigadora portuguesa. Profesora e investigadora de la Escola Superior Artística do Porto, es autora de libros y artículos sobre arte contemporáneo y sus relaciones con la política y la filosofía. Fue elegida en 2019 por el Gobierno portugués para la Comisión para la Adquisición de Arte Contemporáneo en Portugal. Colabora, desde febrero de 2019, con la revista “CONTEMPORÂNEA”.

## Biografía
Es doctora en Filosofía Contemporánea, especializada en Estética. Coordina el grupo de investigación Arte y Estudios Críticos del Centro de Estudios Arnaldo Araújo (CEAA) de la Escola Superior Artística do Porto (ESAP), donde imparte clases de Arte Contemporáneo, Estética, Artes Visuales y Artes Escénicas. Organizó varios ciclos de debates y conferencias, por invitación de la Fundación Serralves y otras instituciones: O Teatro na História das Artes Performativas; O Corpo nas Artes; Arte Contemporânea: Abordagens e Perspectivas; Da Fotografia como Representação à Fotografia como Ficção; A Imagem Fotográfica: do Conceito à Obra. 
En 2014 concibió la exposición Algumas Razões Para uma Arte Não Demissionária y coorganizó el coloquio internacional de mismo nombre que se organizó en el Museo de Arte Contemporáneo de Serralves.
En 2015 organizó el proyecto expositivo Correspondências, a partir del texto de Jacques Derrida La carte postale, cuya realización prosiguió en 2016, en diversas instituciones de Portugal y de España. En el ámbito de este proyecto, también organizó el coloquio internacional Destinatário Desconhecido, que se celebró en la Casa de los Artes, en Oporto.
En 2018, Eduarda firmó la curaduría de "Sem Imago Mundi, Antes Um Desvio Aleatório", en el Planetário de Oporto. La exposición abordaba la obra del poeta y filósofo romano Lucrecio "Da natureza das coisas [De rerum natura]", un poema filosófico dividido en seis libros, sobre la presencia del ser humano en un universo sin dioses.
Por invitación del Gobierno portugués, en 2019, lleva a Grecia a la comisaria de "Andando em Torno do Sol", que se exhibe en el Museo de Tecnología Griega Antigua Kostas Kotsanas.

## Obras
Publicaciones
- Nem isto nem aquilo, 2019 [3]
- Auto-retrato. Fotografia e Subjectivação, 2016 [4]

Exposiciones
- "Andando em torno do Sol. Máquinas, aranhas e corsários", 2019
- "Sem Imago Mundi, Antes Um Desvio Aleatório", Planetário do Porto, 2018.
- "Correspondências", Casa das Artes do Porto, 2015.
- "Algumas Razões Para uma Arte Não Demissionária", Museu de Arte Contemporânea de Serralves, 2014.

## Premios y reconocimientos
- Finalista del Premio Pen Club 2017 [6][8]